# Gustavo Sánchez Mas
Gustavo Sánchez Mas (né le 28 août 1958 à San Juan et mort le 31 octobre 2012 à Miami) était un entrepreneur, producteur et compositeur portoricain. était il agent artistique de Chayanne.

## Filmographie
- 2006-2008 : Latin American Idol (Sony Entertainment Television Latin America) : Jury
- 2008 : Rojo, fama contrafama (TVN) : Professeur
- 2010 : Circo de Estrellas (TVN) : Jury
- 2011 : Bienvenidos (Canal 13) : Commentateur
- 2011-2012 : Mi nombre es... (Canal 13) : Jury
- 2012 : La gran capital (Canal 13) : Présentateur
- 2012 : Dash & Cangri (Canal 13) : Conseiller des protagonistes

### Sources
- (es) Cet article est partiellement ou en totalité issu de l’article de Wikipédia en espagnol intitulé « Gustavo Sánchez Mas » (voir la liste des auteurs).